# 磯内膳
磯 内膳（いそ ないぜん？、生没年不詳）は、江戸時代の武士。

## 生涯
駿河（静岡県）で生まれたとされる。幼い頃から精神障害を患っており看病しながら島流しにあったという。幕臣の武士として働いた時に町の周辺を歩いていると農民（孫兵衞）の運んでいた物がぶつかり刀を向けたと言われる。しかし孫兵衞が斧を向けた事に驚き許したと言われている。またその後も数々の問題を起こしてしまい最終的には切腹を命じられて死亡したと言われる。

## 逸話
磯内膳は死の直前に「小田原征伐の見える所に埋めてほしい」と願ったと言う。そのため現在港から徒歩約3分で墓が見える。また町の周辺を歩いていると農民（孫兵衞）の運んでいた物がぶつかり刀を向けたと言われる。しかし孫兵衞が斧を向けた事に驚き許したと言われている。